# 安里屋協作謠

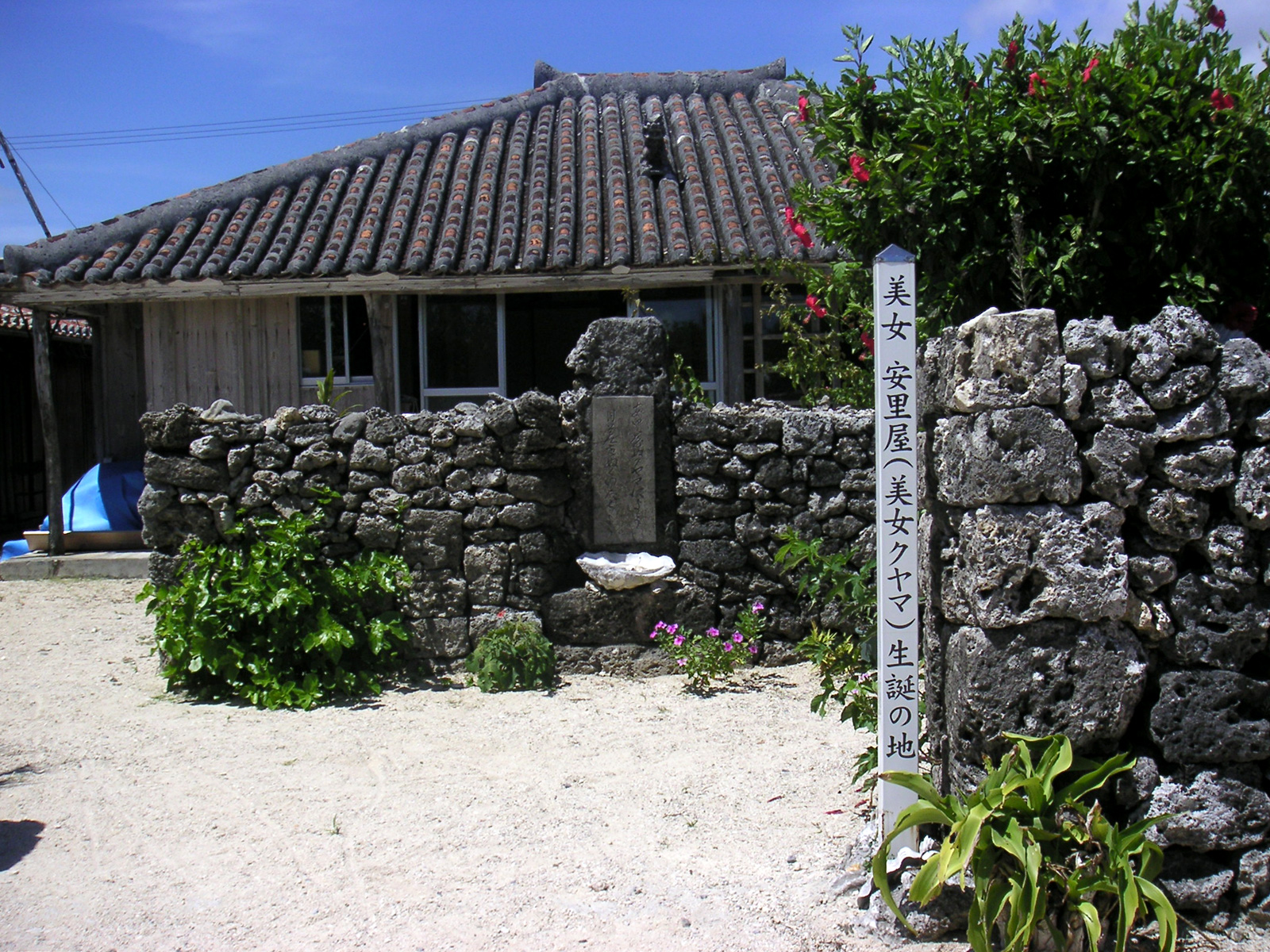
安里屋クヤマ出生地

《安里屋協作謠》，是一首由琉球八重山群島（今屬日本沖繩縣）開始流傳的敘事民謠，推測最晚於19世紀初已經形成，初期靠口口相傳承襲下來。內容由當地傳聞演變而成。琉球王國時代，八重山群島竹富島曾有一位絕世美女安里屋クヤマ（1722-1799年）。在她16歲時，由首里城王府派來的下級役人（吏員）『目差主』對其一見傾心，但安里屋クヤマ卻拒絕了他的追求。
當時的八重山群島居民必須付出沉重的人頭稅，苦不堪言。役人通常是由首里王府派遣而來，三年一任，單身赴任不攜帶家眷。當地女性如果在役人赴任期間作為賄女與其短暫結合，則家中可以得到免稅或財貨供應等好處，一般都不會違背役人的意志。
自古流傳的安里屋協作謠歌詞其實有兩個版本。在石垣島等地流傳的版本中，安里屋クヤマ認為考慮到自己未來的一生，與其跟役人短暫在一起，不如嫁給島上的男人；在竹富島本地流傳的版本中，安里屋クヤマ則是認為與其跟下級役人在一起，還不如跟更高級的役人在一起。據考證安里屋クヤマ應該是有成功與高級役人在一起，因為她受贈一塊良田，之後世代由她弟弟的子孫耕作。高級役人離去後，她終身未嫁，也沒有孩子，因此財產給了弟弟的後代繼承。
所謂協作謠（ユンタ、Yunta）一般認為是指沖繩當地農民在割草、舂米、打實地基時為了互相協同動作而唱的無伴奏勞動歌，據推測得名自農民互助組織『結（ユイ、Yui）』+『歌（ウタ、Uta）』的轉音。相對於士族有伴奏的『節歌』，是屬於庶民的音樂。
歌詞中的「マタハリヌ チンダラ カヌシャマヨ」一般認為是八重山古語，意思是「妳這美麗可愛的女孩，我們會再相遇」。但另有一說認為是印尼語「太陽同樣愛我們」之意。
1934年，為了推廣沖繩民謠，由星克作詞、宮良長包作曲加以改寫，使其流行於全日本，成為日本人心目中最具代表性的沖繩民謠之一。然而這個版本歌詞用的是日本標準語，而且意義完全不同。一般日本人提起這首歌，指的都是這個新版本，但在沖繩許多地方，為了區分舊版與新版，都會將新版稱為『新安里屋協作謠』。
在竹富島，這首歌名稱的發音與日本其他地方不太一樣，是發成「あさとやユンタ（Asatoya Yunta）」，用的是と而不是濁音ど。這是因為安里家的屋號在當地語言中是「（Asattiya）」，並不帶濁音。
曾演奏或演唱詮釋過這首歌（絕大部分演唱的是新版）的藝人包括細野晴臣、坂本龍一、村上由香、夏川里美、成海璃子、辻香織等。
沖繩都市單軌鐵路列車到達安里站時，會播放這首民謠的樂曲。

## 改編
- 此曲曾被改編成香港無綫電視劇集《金牙大狀 (貳)》主題曲《孔子曰》，由羅文主唱。
- 此曲曾被改编成佛教歌曲《菩萨日》，由新加坡的觉慧法音合唱团演唱。[1]